# Lawrence G. Rawl
Lawrence G. Rawl, född 4 maj 1928, död 14 februari 2005, var en amerikansk företagsledare som var både styrelseordförande och vd för det multinationella petroleumbolaget Exxon Corporation mellan 1987 och 1993 när han gick i pension och efterträddes av Lee R. Raymond, tekn. dr.
Rawl tog värvningen hos USA:s marinkår och var delaktig i slutskedet av Andra världskriget och efter att det tog slut så började han intressera sig av petroleumindustrin. 1952 tog han kandidatexamen i naturvetenskap med inriktning i petroleumteknik vid University of Oklahoma. Efter stuiderna flyttade han till Texas och började arbeta som borringenjör hos Humble Oil and Refining Company, som var en föregångare till Exxon Company USA som var affärsdelen som skötte den amerikanska- och till viss del utländska petroleummarknaderna inom Exxon Corporation. Rawl började avancera inom hierarkin och 1980 blev han utnämnd till styrelseledamot och senior vicepresident för Exxon, fem år senare avancerade han igen och blev utnämnd till president. 1987 efterträdde han den dåvarande styrelseordförande och vd:n Clifton C. Garvin, Jr. och blev högsta ansvarige för hela koncernen.
Under sin tid som högste ansvarige för Exxon, skalade han bort allt som inte berörde Exxon:s kärnområden och därmed reducerade kostnader med att sälja av dotterbolag och stänga ner icke-lönsamma servicestationer. Rawl såg också till att expandera Exxon:s affärsverksamheter för kemikalier och att aggressivt prospektera efter petroleum och naturgas i Afrika och Asien för att öka företagets reserver. Han var den som drev på att Exxon:s huvudkontor skulle flyttas från Manhattan i New York, New York till Irving, Texas med motiveringen att företaget kunde spara årligen många miljoner dollar bara i driftkostnader.
1989 fick Rawls anseende en rejäl törn när supertankern Exxon Valdez gick på grund i Prince William Sound som ligger utmed Alaskas södra kust och 42 000 kubikmeter petroleum läckte ut från fartyget. Kritiken bestod bland annat av att hans och Exxon:s agerande var för tafatta och det tog för lång tid för dem att reda upp situationen.
| ”                  | "I've fished in Alaska and I've been to Valdez a number of times, so I know what it physically looks like. From a public relations standpoint, it probably would have been better had I gone up there." | „ |
| – Lawrence G. Rawl | |   |

Rawl levde de sista åren av sitt liv med Alzheimers sjukdom och den 14 februari 2005 avled han av komplikationer från sjukdomen i sitt hem i Fort Worth, Texas.